# アミュンタス2世
アミュンタス2世（希：Ἀμύντας Β、ラテン文字転記：Amyntas II、紀元前5世紀）は、マケドニア王国の王位請求者である。
アミュンタスはマケドニア王アレクサンドロス1世の子ピリッポス（王にならなかった）の子である。アミュンタスはオドリュサイの王シタルケスの援助を受け、当時のマケドニア王ペルディッカス2世（アレクサンドロス1世の子でアミュンタスの伯父にあたる）から王位を奪わんとしてマケドニアに侵攻した（紀元前429年）。しかし、ペルディッカスや周辺のギリシア人ポリスの抵抗、糧秣の不足、冬の到来のため、シタルケスはペルディッカスと講和の上撤退したため、アミュンタスは梯を外される形となった。その後のアミュンタスについては不明である。

## 註
1. ↑  トゥキュディデス, II. 95
2. ↑  ディオドロス, XII. 50
3. ↑  トゥキュディデス, II. 101
4. ↑  ディオドロス, XII. 51